# En riker man, väldiger han
En riker man, väldiger han är en gammal latinsk psalm "Homo quidam Rex nobilis dives in charitate" i fjorton verser, som översattes av Ericus Olai och trycktes första gången 1515. Text utgår från Matteusevangeliet 22 och Lukasevangeliet 14.
Psalmen introduceras 1536 med orden: Een parabola aff Matt. xxij. och Luce. xiiij
Psalmen inleds 1695 med orden:
En riker man / wäldiger han
En bröllops kost tilredde
I Jesper Swedbergs psalmbok 1694 hade han tillagt en sista vers, som helt ströks av biskopskollegiet vilket agerade som censorer inför utgivningen av 1695 års psalmbok. Den versen löd:
Ty tag nu emot/ Med bettring och bot/

Hwad GUD osz biuder tillika:

Och skynda tig fort/ genom nådenes port/

Lät werrlden tig icke beswike.

GUD hielp osz tilsamman/ Med frögd och gamman/

Uti sitt ewiga rike.

## Publicerad i
- Swenske Songer eller wisor 1536 med titeln En riker man, wellogher han under rubriken "Een parabola aff Matt. xxii och Luce. xiiii".[1]
- 1572 års psalmbok med titeln EN riker man/ weldigher han under rubriken "Någhra Evangeliska Paraboler".[2]
- Göteborgspsalmboken under rubriken "Om Gudz Barmhertigheet".[3]
- 1695 års psalmbok, som nr 205 under rubriken "Psalmer Öfwer några Söndags Evangelier."